# Рынок труда
Рынок труда — это совокупность экономических отношений, связанных с отношениями купли-продажи специфического товара — рабочей силы, где совершается обмен труда на заработную плату.

## В микроэкономике
Сфера формирования спроса и предложения на энергию рабочей силы. Через него осуществляется продажа рабочей силы на конкретный срок и подбор персонала на определённый срок.

## В макроэкономике
Рынок труда — это ведущий компонент классической концепции занятости, который базируется на следующих принципах:
1. Совершенная конкуренция на рынке труда.
2. Взаимозаменяемость факторов производства.
3. Номинальность заработной платы.
4. Рациональное поведение экономических субъектов.
5. Ориентация субъекта на реальную заработную плату.

## Особенности рынка труда
Особенность рынка труда и его механизма: объектами купли-продажи на нём является право на наём рабочей силы и право на подбор персонала, у которых имеются знания, квалификация (образование) и способности к трудовому процессу.
В широком смысле рынок труда — система социально-экономических и юридических отношений в обществе, норм и институтов, призванных обеспечить нормальный непрерывный процесс воспроизводства рабочей силы и эффективное использование труда.
Отношения на рынке труда регулируются общественными и государственными институтами (политикой в области трудоустройства, профессиональными союзами, законодательством и др.)
На рынок труда особенно сильное влияние оказывают неценовые факторы. Так, сложность и престижность работы, условия труда, «климат» на рабочем месте, гарантия безопасности и карьерного роста, — всё это оказывает положительное или отрицательное влияние на кривую предложения трудовых ресурсов.
Рынок труда — важная часть любой экономической системы, поскольку его состояние в значительной степени определяет темпы экономического роста этой системы. В то же время рынок труда является ключевым элементом социально-экономической политики, проводимой властными структурами. Таким образом, рынок труда испытывает на себе одновременно влияние и социальной, и экономической политики региона или государства в целом.
На рынке труда встречаются собственник средств производства и собственник рабочей силы, между которыми идёт торг относительно купли не самого владельца рабочей силы, а конкретного вида труда, а также условий и продолжительности использования труда работника.
Эти отношения противоречивы в силу действия законов спроса и предложения. В процессе обмена устанавливается состояние их временного равновесия, которое выражается определённым уровнем занятости и оплатой труда.
Характерной чертой рынка труда является постоянное превышение предложения рабочей силы над спросом на неё.
Спрос на рабочую силу в условиях свободной конкуренции формируется под влиянием двух основных показателей: реальной заработной платы и стоимости предельного продукта труда (продукта труда, произведённого последним нанятым работником). Предложение труда прямо зависит от уровня оплаты труда: чем выше зарплата, тем выше уровень предложения рабочей силы.
Рынок труда зачастую является самым точным детектором социального положения населения той или иной страны. Возникновение рынка труда связано со становлением рыночных отношений и развитием капитализма. Именно свободный труд, когда работник может уволиться в любой момент, и не «привязан» к предприятию как крестьянин в феодальную эпоху характеризует процесс уничтожения феодализма и рождения капитализма.
В настоящее время мобильность трудовых ресурсов — один из важнейших параметров, при которых возможен экономический рост в экономике вообще. Мобильность трудовых ресурсов (наличие транспортных средств) характеризуется реальными возможностями работников и их семей переехать в другие местности для выбора места проживания, где они могут иметь более выгодные предложения по найму. Таким образом, мобильность трудовых ресурсов способствует более высокой эффективности и производительности в экономике.

## Рынок труда и безработица в экономической теории
Экономическая теория изучает неблагоприятные явления в экономике, в том числе безработицу. Безработица рассматривается как одна из главнейших характеристик рынка труда. В настоящее время безработица присутствует во всех странах мира в различных объёмах, формах, продолжительности.
Одно из первых объяснений безработицы дано Т.Мальтусом. Он заметил, что безработицу вызывают демографические причины, в результате которых темпы роста народонаселения превышает темпы роста производства. Данная теория признана несостоятельной, так как в современных развитых странах с низкой рождаемостью также имеется безработица.
Большой вклад в формировании современных представлений о рынке труда сделала классическая школа политической экономии. В XVII в. экономическая мысль Англии и Франции — в странах с наивысшим уровнем развития капитала — приступает к систематическому изучению товарных отношений. В трудах англичанина Уильяма Петти и француза Пьера Буагильбера формируются начала трудовой теории стоимости, делаются первые попытки нащупать закон товарного обмена. Именно эти экономисты впервые высказывают и обосновывают мысль о том, что меновые пропорции в товарном обмене регулируются затратами труда на производство товаров. Проблема закона стоимости проходит красной нитью через исследования всех представителей классической школы. Особо значительный вклад в развитие трудовой теории стоимости внесли Адам Смит и Давид Рикардо, изучавшие товарные отношения в канун промышленной революции (как Смит) и в её разгар (как Рикардо). Новая эпоха ставила новые проблемы перед экономической теорией. Промышленная революция привела к замене господствующего прежде ручного производства на производство, базирующегося на всё более широком применение машин, поднимала, прежде всего, вопрос о том, какими, собственно, затратами труда определяется стоимость товаров. Совершенно различно эти затраты выглядели на фабрике, мануфактуре и в ремесленной мастерской. Рикардо был первым экономистом, который показал, что средства труда (машины, производственное оборудование и т. п.) не создают новой стоимости, а лишь переносят свои ранее созданную трудом стоимость на производимые с их помощью товары. Фактически возникшие в классической политической экономии противоречия в объяснениях стоимости, попытки сделать единую теорию, объясняющую механизмы стоимости с помощью трудовой теории стоимости привели к кризису классической политической экономии и её закату в 1870-е гг. (Джон Стюарт Милль, Джон Элиот Кэрнс)
Марксистская теория рассматривает безработицу как исторически преходящее явление, свойственное обществу, основанному на частной собственности на средства производства. Появление безработицы связано с циклическими процессами накопления капитала и воспроизводства, с ростом органического строения капитала. Население избыточно не абсолютно, а относительно потребности капитала. Последствиями безработицы являются абсолютное и относительное обнищание наёмных работников. Маркс и его последователи развивают трудовую теорию стоимости.
Неоклассическая школа представлена трудами Д.Гилдера, А.Лаффера, М.Фелдстайна, Р. Холда и др. За основу взяты положения классической теории А.Смита. Из неоклассической концепции следует, что безработица невозможна, если на рынке труда существует равновесие, ибо цена на рабочую силу гибко реагирует на потребности рынка труда, увеличиваясь или уменьшаясь в зависимости от спроса и предложения. В настоящее время представители этой школы признают безработицу естественным явлением, выполняющим функцию кругооборота незанятой части трудоспособного населения.
Основные идеи кейнсианской школы можно свести к следующему:
- при данном уровне инвестиций и денежной заработной платы экономическая система в любом краткосрочном периоде может находиться в состоянии устойчивого равновесия при неполной занятости, что означает возможность существования вынужденной безработицы;
- основные параметры занятости (фактический уровень занятости и безработицы, спрос на труд и уровень реальной зарплаты) устанавливаются не на рынке труда, а определяются размером эффективного спроса на рынке товаров и услуг;
- в основе механизма формирования занятости лежат явления психологического порядка: склонность к потреблению, склонность к сбережению; побуждение к инвестициям; предпочтение ликвидности;
- главный, решающий фактор формирования занятости — инвестиции оптимальных размеров. На этом пути хороши все средства, но особенно результативна с точки зрения перспектив и расширения занятости организация разнообразных общественных работ, вплоть до строительства пирамид, дворцов, храмов и даже рытья и закапывания канав;
- должна быть гибкая политика заработной платы.

Представители монетаристской школы исследовали взаимосвязь безработицы с динамикой реальной заработной платы, инфляции.
Институциональная социологическая школа предложила своё видение проблемы с позиции институциональных проблем, создания служб занятости и других социальных институтов.
В последние годы наиболее популярны концепции «естественного», «нормального», «социально допустимого» уровня безработицы, исследующие взаимосвязи безработицы и инфляции, денежного обращения, равновесной цены труда, соотношения спроса и предложения на труд. Разработка стратегии и тактики государственного регулирования занятости, поддержка безработных ведётся с применением методов экономико-математического моделирования и графического анализа (кресты Маршалла, кривые Филлипса, кривая Бевериджа и др.). В 1960-е годы естественным уровнем безработицы считалось 2 — 4 % численности рабочей силы, в 1980-е годы этот уровень возрос до 6 — 7 %.

## Рынок труда в постиндустриальном обществе
Концепция постиндустриального общества уходит корнями в работы Тойстена Веблена, под влиянием работ Веблена появляются концепции и труды, посвящённые «революции управляющих». Дальнейшее развитие теория будущего постиндустриального общества получила в работах К. Кларка «Экономика в 1960 году» (1948), Ж. Фукрастье «Великая надежда XX в.» (1949). Однако бум работ относительно будущего постиндустриального общества возник после книг и статей Д. Белла, Дж. Г. Гэлбрейта, П. Друкера.
В своей концепции Д.Белл сформулировал признаки постиндустриального общества:
1. создание экономики услуг;
2. доминирование слоя научно-технических специалистов;
3. центральная роль теоретического научного знания как источника нововведений и политических решений в обществе;
4. возможность самоподдерживающегося технологического роста;
5. создание новой «интеллектуальной техники».

Преимущественно, признаки постиндустриального общества связаны с кардинальными изменениями на рынке труда и новой роли наёмного работника.
Джон Кеннет Гэлбрейт в вышедшей в 1952 году книге «Американский капитализм. Теория уравновешивающей силы» пишет о роли профсоюзов как уравновешивающей силе, существующей наряду с большим бизнесом и правительством. Гэлбрейт обосновывает мысль о том, что менеджеры являются носителями прогресса, далее он развивает эту мысль в новой книге «Новое индустриальное общество» (1967), в ней Гэлбрейт пишет о монополизации знаний «техноструктурой» — новой силой, наряду с капиталистами.
Питер Фердинанд Друкер в своей книге «Будущее индустриального человека» в 1942 году описывает концепцию «информационного работника», потом эта идея развивается в последующих работах учёного. П. Друкер пишет, что ориентирами нашего общества являются появление новых технологий и отраслей промышленности, переход от международной экономики к мировой, утверждение общества организаций, усиление важности знаний как движущей силы социально-экономического развития. В XX в. по мнению Друкера ключевой проблемой является повышение эффективности, а это напрямую связано с образованием и всесторонним развитием личности. Это возможно только в современной организации, такое развитие приводит к становлению информационного общества, создаёт предпосылки к социальному и экономическому равенству.
Теории, описывающие будущее человечество и роль человека труда в нём неоднородны, нет единого подхода, авторы предлагают различные концепции, эта тема находится в фокусе внимания экономистов, социологов и институционалистов.
Один из виднейших экономистов современности Мануэль Кастельс развивает концепцию сетевого общества. М. Кастельс пишет массу работ, одной из значительных является его книга «Информационный век: экономика, общество, культура» (1996—1998). Важнейшей идеей, развиваемой Кастельсом, является концепция сетевого общества и разделение всего земного шара на Интернет-имущих и Интернет-неимущих. Дело не в обладании Интернетом как таковым, а в том, насколько Интернет стал органической частью современного общества, средством коммуникации, производства, распределения, обмена и потребления материальных и духовных благ. Кастельс предсказывает ускоряющийся экономический рост Китая, он — один из немногих западных экономистов, анализирующих причины развала СССР, которые, по его мнению, во многом кроются в низком развитии и отставании СССР во внедрении и использовании современных компьютерных и коммуникационных средств. Режим секретности, без которого не мыслимо советское устройство государства, — несовместим с развитием информационных технологий, внедрением научных новшеств в экономику и производство. Это и предопределило развал экономики Советского Союза. Идея свободной личности, научного творчества в постиндустриальном обществе никак не совместима с закрытыми границами, запретами, тотальной слежкой и подавлением инициативы и инакомыслия, которые были стержнем идеологии, политики и экономики СССР.
Современное общество по Элвину Тоффлеру (книга «Третья волна») имеет ряд черт, ключевыми из которых являются превращение знания в фактор производства, базовой роли нематериальной собственности в новой экономики. Изменения в сфере труда приводят к уходу от массового производства, характерного для XX в., и к возникновению многообразия, индивидуального подхода. Происходит резкое повышение квалификации и падает взаимозаменяемость. Это становится актуальным даже для современной армии. Поощряется инициатива, новый работник больше предприниматель, чем пролетарий. Растёт значение малого бизнеса, всё больше вытесняющего крупные фирмы. Для такого общества нужны новые формы управления, старые и строгие рамки организации неприемлемы, усложняется управление, организации становятся более интегрированными и гибкими к изменениям в управлении.
Французский учёный Аллен Турен акцентирует внимание на формировании и развитии социального капитала. Турен выделяет три стадии модернизации общества:
1. Период под знаком эпохи Просвещения приводит к формированию первых буржуазных государств.
2. Срединная стадия. Господство идеи рациональности, допускающей культурную самобытность в пределах национального государства.
3. «Программируемое» общество. Отличается возросшей ролью политической власти. Социум является итогом решений политики и программ, а не естественного равновесия.

Возникает кризис. «Распад социума и личности, — пишет А. Турен,- превратил наше общество в большей степени в супермаркет или в аэропорт, нежели в завод или в свод юридических норм. Если в прошлом Субъект находился в полном подчинении закону, Божескому или общественному, то в современном мире ему грозит стать жертвой общества потребления, которое с одной стороны, манипулирует им, а с другой — постоянно подталкивает его к гонке за всё новыми и новыми благами».
Концепции постиндустриального общества стали основой современных институциональных теорий, пытающихся адекватно вписать «нового работника» в единую теорию в экономике, социологии, социальной психологии и политологии.

## Рынок труда в цифровом обществе
Цифровая цивилизация, со вторжением в нашу жизнь интеллектуальных систем, обострила проблему сокращения рынка труда:
- Оптимистичный сценарий — естественный (спонтанный) запрос именно на труд человека в некоторых профессиях либо искусственное (законодательное, принятое благодаря внешнему управлению) решение задействовать человеческий труд, а также различные компенсационные механизмы.
- Пессимистичный сценарий — человек не в силах конкурировать с интеллектуальной мощью современных машин, способных анализировать и принимать решения значительно быстрее[6].

## Факторы, влияющие на динамику безработных
Среди факторов, влияющих на динамику безработицы, основополагающими являются следующие:
1. Демографические факторы — изменение доли экономически активного населения в результате сдвигов в уровне рождаемости, смертности, половозрастной структуре населения, средней продолжительности жизни, в направлениях и объёмах миграционных потоков.
2. Технико-экономические факторы — темпы и направления НТП, обуславливающие экономию рабочей силы. Разрушение наукоёмких российских производств, проведение конверсии без учёта экономических и социальных последствий на всех уровнях создали угрозу массового банкротства предприятий и лавинообразного высвобождения рабочей силы.
3. Экономические факторы — состояние национального производства, инвестиционной активности, финансово-кредитной системы; уровень цен и инфляции. По сформулированному А. Оукеном закону существует отрицательная связь между уровнем безработицы и объёмом ВНП, каждый всплеск безработицы связан со снижением реального объёма ВНП.
4. Организационно-экономические факторы — изменение организационно-правовых форм предприятий, происходящее в ходе приватизации государственной собственности, акционирование предприятий, структурной перестройкой, существенно влияет на безработицу, так как усиливает процессы выталкивания работников из данного предприятия и притяжения в другие производства, в другие местности, то есть колебания рынка труда.

## Особенности российского рынка труда
Становление рыночных отношений всегда затрагивает одну из важнейших сфер экономики — занятость трудовых ресурсов. В дореформенный период обеспечение занятости населения основывалось на командно-административных методах: лица, достигшие шестнадцатилетнего возраста и не имеющие ограничений по здоровью, были обязаны либо учиться, либо работать. В противном случае они в принудительном порядке направлялись на работу или преследовались по закону (объявлялись «тунеядцами»).
Отличительной особенностью рыночной экономики является то, что человек самостоятельно принимает решение о том, работать ему или нет. Государство не вправе заставить его трудиться, что закреплено в Законе РФ от 19.04.1991 № 1032-1 (ред. от 30.11.2011) «О занятости населения в Российской Федерации» и не вправе требовать номер счёта депозитного вклада гражданина для безналичного зачисления на счёт гражданина суммы пособия по безработице (для обналички), что закреплено в статьях Уголовного кодекса Российской Федерации, потому что Статья 3 «Порядок и условия признания граждан безработными» Закона содержит понятие о девиантном поведении в по-софистически в скрытой форме (например, положение о «не явившихся», в то время как отсутствует положение о «не позвонивших», что является не менее энергозатратным экономически фиксируемым занятием).
Стремление обеспечить практически стопроцентную занятость трудоспособного населения в ущерб экономической эффективности производства привело к тому, что на многих предприятиях имел место не дефицит энергии рабочей силы, а излишек усилий её энергозатрат. В результате этого в условиях командно-административной экономики при формальном отсутствии безработицы она фактически существовала в «скрытой» форме: часть работников фактически только присутствовала на работе, имитируя трудовую деятельность (подчинение трудовой дисциплине в условиях отсутствия хронометража трудового дня). Совет: ни в коем случае не отдавать дневник бывшим сотрудникам в день увольнения, а отнести его в инспекцию труда.
Реформирование экономики России со всей остротой поставило проблему становления рынка труда как одной из подсистем всего рыночного механизма. С началом реформ многие предприятия стали оптимизировать штаты и сокращать энергозатратность рабочей силы, то есть «скрытая» форма безработицы перешла в «открытую», — сказал бы медик. Уже к концу 1991 г. в стране появились первые безработные. Однако нормально функционирующая рыночная экономика предполагает наличие безработицы. Общепризнанно, что если показатель безработицы не превышает 5 %, то ситуация на рынке труда не является напряжённой: человек, ищущий работу, может достаточно быстро её найти. В то же время работодателю достаточно сложно заполнить вакансию (по расчёту эффективности энергозатрат на подбор персонала). При превышении данного уровня на рынке труда складывается зеркальная ситуация: теперь безработному трудно найти работу, в то время как работодатели имеют возможность выбирать тех, кто им больше всего подходит (по расчёту
энергоэффективности усилий, потраченных на занятие). Низкая заработная плата не позволяет ослабить социальную напряжённость в России. Этот же процесс ведёт к постоянной «утечке мозгов» из страны и законному передвижению наших наиболее квалифицированных научных, исследовательских, педагогических кадров за рубеж.
В этой ситуации одной из основных экономических функций государства является проведение такой экономической политики, которая обеспечивала бы в стране занятость на уровне экономически эффективном (то есть таком, при котором уровень безработицы не превышал 5 %).
Отличительной особенностью рынка труда было активное высвобождение работников при сокращении рабочих мест с подозрительными условиями труда. Однако в настоящее время ситуация несколько изменилась: всё чаще безработными становятся те, кто своевременно не позаботился о законном получении квалификации и те, кто не имеет специального профессионального образования, то есть всё больше растёт спрос на квалифицированную рабочую силу, имеющую специальную профессиональную подготовку.
В настоящее время в России распространена частичная занятость, когда работник трудится не 40, а 18 часов в неделю. Частично занятому работнику предоставлена возможность участия человеческим потенциалом в антикризисном управлении трудовыми ресурсами с помощью соответствующих полей для добавления резюме в социальных сетях, возможность задавать вопросы и получать ответы по электронной почте (целевые группы). Очагами незанятости в России становятся Кировская, Свердловская области, Челябинск и Пермь, Омск, Хабаровск, Иркутск. Безработица относительно выше среди молодёжи и женщин.
Фактором, сопутствующем безработице, является такой процесс, как миграция рабочей силы. В весенне-летний период в России работают около 500 тысяч иностранцев. Их доля особенно значительна в строительной индустрии и сфере услуг.
Становлению полноценного рынка труда в России препятствует ряд причин:
- Рынок труда не сбалансирован (сегментирован): с одной стороны, существует достаточно большое число вакантных рабочих мест, с другой стороны, значительное число безработных, чья профессиональная или квалификационная подготовка не соответствует требованиям работодателей, при том, что безработные вовлечены в кризис платёжеспособности по отношению к требованиям Роспотребнадзора (сегменты регистра).
- По-прежнему существуют административные и правовые ограничения на миграцию рабочей силы («институт прописки», в настоящее время — регистрации по месту жительства).
- Отсутствует реальный рынок доступного жилья, что также сдерживает территориальное перераспределение трудовых ресурсов (в исследуемой сфере правоотношений).
- Экономика всё ещё остаётся высоко монополизированной (сегментация регистра), что позволяет работодателям диктовать условия занятости (сегмент регистра), а работники вынуждены их принимать (сегмент рынка).
- Низкий по отношению к развитым странам уровень производительности труда.
- Полемика вокруг идей школ экономической теории.
- Ведение бухгалтерского учёта (по сегменту регистра) на рынке труда с элементами юридической софистики ради казуального творчества, с разрешения форм статистического учёта (в исследуемой сфере правоотношений). Иными словами «надувательство».